# Tornei di tennis maschili nel 1896
Prima della nascita della cosiddetta "Era Open" del tennis, ossia l'apertura ai tennisti professionisti degli eventi più importanti, tutti i tornei erano riservati ad atleti dilettanti. Nel 1896 tutti i tornei erano amatoriali, tra questi c'erano i tornei del Grande Slam: il Campionato francese di tennis, il Torneo di Wimbledon, e gli U.S. National Championships.

## Calendario
| Circuito nordamericano |
| Tornei del Grande Slam |

### Gennaio
Nessun evento

### Febbraio
Nessun evento

### Marzo
| Settimana | Torneo                                                                          | Vincitore                                               | Finalista                           | Semifinalisti | Eliminati ai quarti |
| --------- | ------------------------------------------------------------------------------- | ------------------------------------------------------- | ----------------------------------- | ------------- | ------------------- |
| 11 marzo  | South Australian Championships 1896 Adelaide, Australia Erba Singolare - Doppio | Robert George Bowen 6-3 7-5 6-4                         | David Thomas Harbison               |               |                     |
| 11 marzo  | South Australian Championships 1896 Adelaide, Australia Erba Singolare - Doppio |                                                         |                                     |               |                     |
| 30 marzo  | Tennis ai Giochi della I Olimpiade Atene, Grecia Singolare - Doppio             | John Pius Boland 6-2 6-2                                | Dionysios Kasdaglis                 |               |                     |
| 30 marzo  | Tennis ai Giochi della I Olimpiade Atene, Grecia Singolare - Doppio             | Dionysios Kasdaglis Dimitrios Petrokokkinis 5-7 6-4 6-1 | Edwin Flack George Stuart Robertson |               |                     |

### Aprile
| Settimana | Torneo                                                                            | Vincitore                             | Finalista                 | Semifinalisti | Eliminati ai quarti |
| --------- | --------------------------------------------------------------------------------- | ------------------------------------- | ------------------------- | ------------- | ------------------- |
| aprile    | French Covered Court Championships 1896 Parigi, Francia Singolare - Doppio        | Manliffe Francis Goodbody 7-5 6-3 6-4 | George Miéville Simond    |               |                     |
| aprile    | French Covered Court Championships 1896 Parigi, Francia Singolare - Doppio        |                                       |                           |               |                     |
| 18 aprile | British Covered Court Championships 1896 Londra, Gran Bretagna Singolare - Doppio | Ernest Lewis 6-4 6-1 6-8 4-6 7-5      | Wilberforce Vaughan Eaves |               |                     |
| 18 aprile | British Covered Court Championships 1896 Londra, Gran Bretagna Singolare - Doppio |                                       |                           |               |                     |

### Maggio
| Settimana | Torneo                                                                  | Vincitore                             | Finalista        | Semifinalisti | Eliminati ai quarti |
| --------- | ----------------------------------------------------------------------- | ------------------------------------- | ---------------- | ------------- | ------------------- |
| 10 maggio | New South Wales Championships 1896 Sydney, Australia Singolare - Doppio | Henry R. Crossman 6-3 4-6 6-1 4-6 6-0 | Horace Rice      |               |                     |
| 10 maggio | New South Wales Championships 1896 Sydney, Australia Singolare - Doppio |                                       |                  |               |                     |
| 19 maggio | Southern Championships 1896 Washington, USA Singolare - Doppio          | Jahial Parmly Paret 6-0 6-2 6-2       | T. Geoghegan     |               |                     |
| 19 maggio | Southern Championships 1896 Washington, USA Singolare - Doppio          |                                       |                  |               |                     |
| 26 maggio | New England Championships 1896 New Haven, USA Singolare - Doppio        | Arthur E. Foote 4-6 6-0 6-4 8-4       | Malcolm Chace    |               |                     |
| 26 maggio | New England Championships 1896 New Haven, USA Singolare - Doppio        |                                       |                  |               |                     |
| 30 maggio | Irish Championships 1896 Dublino, Irlanda Singolare - Doppio            | Wilfred Baddeley walkover             | Joshua Pim       |               |                     |
| 30 maggio | Irish Championships 1896 Dublino, Irlanda Singolare - Doppio            |                                       |                  |               |                     |
| 30 maggio | German Championships 1896 Amburgo, Germania Singolare - Doppio          | Graf Victor Voss 6-1 6-0 6-1          | Georg Wantzelius |               |                     |
| 30 maggio | German Championships 1896 Amburgo, Germania Singolare - Doppio          |                                       |                  |               |                     |

### Giugno
| Settimana | Torneo                                                                        | Vincitore                                               | Finalista                            | Semifinalisti | Eliminati ai quarti |
| --------- | ----------------------------------------------------------------------------- | ------------------------------------------------------- | ------------------------------------ | ------------- | ------------------- |
| 7 giugno  | Middlesex Championships 1896 Chiswick Park, Gran Bretagna Singolare - Doppio  | Harold Mahony walkover                                  | Edwin A. Barlow                      |               |                     |
| 7 giugno  | Middlesex Championships 1896 Chiswick Park, Gran Bretagna Singolare - Doppio  |                                                         |                                      |               |                     |
| 14 giugno | Middle States Championships 1896 Mountain Station, USA Singolare - Doppio     | Clarence Hobart 8-6 6-3 6-4                             | Robert Wrenn                         |               |                     |
| 14 giugno | Middle States Championships 1896 Mountain Station, USA Singolare - Doppio     |                                                         |                                      |               |                     |
| 14 giugno | South African Championships 1896 Città del Capo, Sudafrica Singolare - Doppio | Lennox L. Giddy                                         | H.R. Eaton                           |               |                     |
| 14 giugno | South African Championships 1896 Città del Capo, Sudafrica Singolare - Doppio |                                                         |                                      |               |                     |
| 20 giugno | Kent Championships 1896 Beckenham, Gran Bretagna Singolare - Doppio           | Manliff Goodbody 6-1 6-2 2-6 6-0                        | Harry Barlow                         |               |                     |
| 20 giugno | Kent Championships 1896 Beckenham, Gran Bretagna Singolare - Doppio           |                                                         |                                      |               |                     |
| 20 giugno | Northern Championships 1896 Liverpool, Gran Bretagna Singolare - Doppio       | Wilfred Baddeley 6-1 10-12 7-5 6-4                      | Harold Mahony                        |               |                     |
| 20 giugno | Northern Championships 1896 Liverpool, Gran Bretagna Singolare - Doppio       |                                                         |                                      |               |                     |
| 22 giugno | Metropolitan Grass Court Championships 1896 New York, USA Singolare - Doppio  | Edwin P. Fischer 6-2 6-1 6-3                            | Richmond P. Davis                    |               |                     |
| 22 giugno | Metropolitan Grass Court Championships 1896 New York, USA Singolare - Doppio  | Stephen Caldwell Millett Calhoun Cragin 4-6 6-1 6-4 9-7 | Robert Wrenn Edward A. Crowninshield |               |                     |
| 27 giugno | Queen's Club Championships 1896 Londra, Gran Bretagna Singolare - Doppio      | Harold Mahony 11-9 6-4 6-4                              | Reginald Doherty                     |               |                     |
| 27 giugno | Queen's Club Championships 1896 Londra, Gran Bretagna Singolare - Doppio      |                                                         |                                      |               |                     |

### Luglio
| Settimana | Torneo                                                                       | Vincitore                                                         | Finalista                          | Semifinalisti | Eliminati ai quarti |
| --------- | ---------------------------------------------------------------------------- | ----------------------------------------------------------------- | ---------------------------------- | ------------- | ------------------- |
| 2 luglio  | Pacific Coast Championships 1896 San Rafael, USA Singolare - Doppio          | Sam Hardy 6-3 6-3 6-2                                             | George Francis Whitney             |               |                     |
| 2 luglio  | Pacific Coast Championships 1896 San Rafael, USA Singolare - Doppio          | Robert Nichols Whitney George Francis Whitney 4-6 6-3 9-7 5-7 6-3 | Sam Hardy Thomas Aloysius Driscoll |               |                     |
| 5 luglio  | Campionato francese di tennis 1896 Parigi, Francia Singolare - Doppio        | André Vacherot 6-1 7-5                                            | Gérard Brosselin                   |               |                     |
| 5 luglio  | Campionato francese di tennis 1896 Parigi, Francia Singolare - Doppio        | Francky Wardan Wynes 6-4 8-6                                      | André Vacherot Marcel Vacherot     |               |                     |
| 5 luglio  | North London Championships 1896 Londra, Gran Bretagna Singolare - Doppio     | Herbert Roper Barrett                                             | non conosciuta (bandiera)          |               |                     |
| 5 luglio  | North London Championships 1896 Londra, Gran Bretagna Singolare - Doppio     |                                                                   |                                    |               |                     |
| 8 luglio  | Warwickshire Championships 1896 Leamington, Gran Bretagna Singolare - Doppio | Edward Roy Allen 6-0 6-4 6-3                                      | Henry James Wilson Fosbery         |               |                     |
| 8 luglio  | Warwickshire Championships 1896 Leamington, Gran Bretagna Singolare - Doppio |                                                                   |                                    |               |                     |
| 19 luglio | Canadian Championships 1896 Niagara Falls, Canada Singolare - Doppio         | Robert Wrenn 6-1 6-3 7-5                                          | Edwin P. Fischer                   |               |                     |
| 19 luglio | Canadian Championships 1896 Niagara Falls, Canada Singolare - Doppio         | Edwin P. Fischer Malcolm Whitman 7-5 6-4 6-3                      | W. A. Bethel Dwight F. Davis       |               |                     |
| 20 luglio | Western Championships 1896 Chicago, USA Singolare - Doppio                   | Carr Neel 6-1 6-2 6-4                                             | George Lawson Wrenn                |               |                     |
| 20 luglio | Western Championships 1896 Chicago, USA Singolare - Doppio                   | Carr Neel Samuel Neel 6-3 6-0 6-3                                 | Evarts Wrenn George Lawson Wrenn   |               |                     |
| 20 luglio | Torneo di Wimbledon 1896 Londra, Gran Bretagna Singolare - Doppio            | Harold Mahony 6-2 6-8 5-7 8-6 6-3                                 | Wilfred Baddeley                   |               |                     |
| 20 luglio | Torneo di Wimbledon 1896 Londra, Gran Bretagna Singolare - Doppio            | Wilfred Baddeley Herbert Baddeley 1-6 3-6 6-4 6-2 6-1             | Reginald Doherty Harold Nisbet     |               |                     |
| 25 luglio | Longwood Bowl 1896 Boston, USA Singolare - Doppio                            | Robert Wrenn 10-8 2-6 6-4 1-6 6-4                                 | Frederick Hovey                    |               |                     |
| 25 luglio | Longwood Bowl 1896 Boston, USA Singolare - Doppio                            |                                                                   |                                    |               |                     |
| 27 luglio | Northwestern Championships 1896 Lake Minnetonka, USA Singolare - Doppio      | Carr Neel 8-6 6-3 8-6                                             | George Belden                      |               |                     |
| 27 luglio | Northwestern Championships 1896 Lake Minnetonka, USA Singolare - Doppio      |                                                                   |                                    |               |                     |

### Agosto
| Settimana | Torneo                                                                                  | Vincitore                                 | Finalista                                     | Semifinalisti | Eliminati ai quarti |
| --------- | --------------------------------------------------------------------------------------- | ----------------------------------------- | --------------------------------------------- | ------------- | ------------------- |
| 1º agosto | Northumberland Championships 1896 Newcastle upon Tyne, Gran Bretagna Singolare - Doppio | Sydney Howard Smith 6-4 6-3 4-6 6-3       | Ernest Douglas Black                          |               |                     |
| 1º agosto | Northumberland Championships 1896 Newcastle upon Tyne, Gran Bretagna Singolare - Doppio |                                           |                                               |               |                     |
| 2 agosto  | Homburg Cup 1896 Bad Homburg vor der Höhe, Germania Singolare - Doppio                  | Reginald Doherty walkover                 | William M. Cranston                           |               |                     |
| 2 agosto  | Homburg Cup 1896 Bad Homburg vor der Höhe, Germania Singolare - Doppio                  |                                           |                                               |               |                     |
| 15 agosto | Derbyshire Championships 1896 Buxton, Gran Bretagna Singolare - Doppio                  | David Davy 6-4 6-4 6-4                    | J.A. Rooke                                    |               |                     |
| 15 agosto | Derbyshire Championships 1896 Buxton, Gran Bretagna Singolare - Doppio                  |                                           |                                               |               |                     |
| 16 agosto | Essex Championships 1896 Colchester, Gran Bretagna Singolare - Doppio                   | Reginald Doherty walkover                 | Laurence Doherty                              |               |                     |
| 16 agosto | Essex Championships 1896 Colchester, Gran Bretagna Singolare - Doppio                   |                                           |                                               |               |                     |
| 23 agosto | North of England Championships 1896 Scarborough, Gran Bretagna Singolare - Doppio       | Harold A. Nisbet                          | non conosciuta (bandiera)                     |               |                     |
| 23 agosto | North of England Championships 1896 Scarborough, Gran Bretagna Singolare - Doppio       |                                           |                                               |               |                     |
| 23 agosto | Suffolk Championships 1896 Saxmundham, Gran Bretagna Singolare - Doppio                 | Edward Roy Allen                          | non conosciuta (bandiera)                     |               |                     |
| 23 agosto | Suffolk Championships 1896 Saxmundham, Gran Bretagna Singolare - Doppio                 |                                           |                                               |               |                     |
| 25 agosto | U.S. National Championships 1896 Newport, USA Singolare - Doppio                        | Robert Wrenn 7-5 3-6 6-0 1-6 6-1          | Frederick Hovey                               |               |                     |
| 25 agosto | U.S. National Championships 1896 Newport, USA Singolare - Doppio                        | Carr Neel Samuel Neel 6-3 1-6 6-1 3-6 6-1 | Robert Wrenn Malcolm Chace                    |               |                     |
| 29 agosto | Southern California Championships 1896 Santa Monica, USA Cemento Singolare - Doppio     | Lewis R. Freeman                          | non conosciuta (bandiera)                     |               |                     |
| 29 agosto | Southern California Championships 1896 Santa Monica, USA Cemento Singolare - Doppio     |                                           |                                               |               |                     |
| 29 agosto | Queensland Championships 1896 Brisbane, Australia Singolare - Doppio                    | Arthur Curtis 4-6 6-2 6-8 6-2 6-3         | Samuel Henry Hughes                           |               |                     |
| 29 agosto | Queensland Championships 1896 Brisbane, Australia Singolare - Doppio                    | Arthur Curtis Edwards 6-3 6-2 6-4         | Arthur Benjamin Carvosso Ernest John Gilligan |               |                     |

### Settembre
| Settimana    | Torneo                                                                             | Vincitore                     | Finalista                 | Semifinalisti | Eliminati ai quarti |
| ------------ | ---------------------------------------------------------------------------------- | ----------------------------- | ------------------------- | ------------- | ------------------- |
| 9 settembre  | South of England Championships 1896 Eastbourne, Gran Bretagna Singolare - Doppio   | Wilfred Baddeley walkover     | Herbert Baddeley          |               |                     |
| 9 settembre  | South of England Championships 1896 Eastbourne, Gran Bretagna Singolare - Doppio   |                               |                           |               |                     |
| 20 settembre | Sussex Championships 1896 Brighton, Gran Bretagna Singolare - Doppio               | Wilfred Baddeley walkover     | David Grainger Chaytor    |               |                     |
| 20 settembre | Sussex Championships 1896 Brighton, Gran Bretagna Singolare - Doppio               |                               |                           |               |                     |
| 27 settembre | Welsh Covered Court Championships 1896 Craigside, Gran Bretagna Singolare - Doppio | Reginald Doherty walkover     | Laurence Doherty          |               |                     |
| 27 settembre | Welsh Covered Court Championships 1896 Craigside, Gran Bretagna Singolare - Doppio |                               |                           |               |                     |
| 29 settembre | Torneo di Dinard 1896 Dinard, Francia Singolare - Doppio                           | Wilberforce Eaves 6-2 6-3 6-1 | Manliffe Francis Goodbody |               |                     |
| 29 settembre | Torneo di Dinard 1896 Dinard, Francia Singolare - Doppio                           |                               |                           |               |                     |

### Ottobre
| Settimana  | Torneo                                                                    | Vincitore                   | Finalista                | Semifinalisti | Eliminati ai quarti |
| ---------- | ------------------------------------------------------------------------- | --------------------------- | ------------------------ | ------------- | ------------------- |
| 4 ottobre  | Torneo di Boulogne 1896 Boulogne, Francia Singolare - Doppio              | Edward Roy Allen walkover   | Charles Gladstone Allen  |               |                     |
| 4 ottobre  | Torneo di Boulogne 1896 Boulogne, Francia Singolare - Doppio              |                             |                          |               |                     |
| 6 ottobre  | National Collegiate Championships 1896 New Haven, USA Singolare - Doppio  | Malcolm Whitman 6-2 6-4 6-2 | Thomas Aloysius Driscoll |               |                     |
| 6 ottobre  | National Collegiate Championships 1896 New Haven, USA Singolare - Doppio  |                             |                          |               |                     |
| 10 ottobre | Metropolitan Championships 1896 Strathfield, Australia Singolare - Doppio | David Leslie Gaden 6-1 6-3  | Edward Bury Dewhurst     |               |                     |
| 10 ottobre | Metropolitan Championships 1896 Strathfield, Australia Singolare - Doppio |                             |                          |               |                     |

### Novembre
| Settimana   | Torneo                                                                    | Vincitore                                     | Finalista                | Semifinalisti | Eliminati ai quarti |
| ----------- | ------------------------------------------------------------------------- | --------------------------------------------- | ------------------------ | ------------- | ------------------- |
| 14 novembre | Victorian Championships 1896 Melbourne, Australia Singolare - Doppio      | Augustus Daniel Kearney 3-6 5-7 6-4 6-3 15-13 | Alfred Wallace Dunlop    |               |                     |
| 14 novembre | Victorian Championships 1896 Melbourne, Australia Singolare - Doppio      |                                               |                          |               |                     |
| 27 novembre | Western Australian Championships 1896 Perth, Australia Singolare - Doppio | John Goldworth Greayer 7-5 3-6 6-0 6-0        | Edward Robert Boddington |               |                     |
| 27 novembre | Western Australian Championships 1896 Perth, Australia Singolare - Doppio |                                               |                          |               |                     |

### Dicembre
| Settimana   | Torneo                                                                  | Vincitore                             | Finalista            | Semifinalisti | Eliminati ai quarti |
| ----------- | ----------------------------------------------------------------------- | ------------------------------------- | -------------------- | ------------- | ------------------- |
| 27 dicembre | New Zealand Championships 1896 Nelson, Nuova Zelanda Singolare - Doppio | Joy Marriott Marshall 8-6, 6-2, 8-6   | James Richard Hooper |               |                     |
| 27 dicembre | New Zealand Championships 1896 Nelson, Nuova Zelanda Singolare - Doppio | C. St. G. Gore Harry Alabaster Parker |                      |               |                     |

### Senza data
| Settimana | Torneo                                                                     | Vincitore                         | Finalista                 | Semifinalisti | Eliminati ai quarti |
| --------- | -------------------------------------------------------------------------- | --------------------------------- | ------------------------- | ------------- | ------------------- |
|           | Nice Lawn Tennis Club Championships 1896 Nizza, Francia Singolare - Doppio | Comte J.D. De Robiglio            | non conosciuta (bandiera) |               |                     |
|           | Nice Lawn Tennis Club Championships 1896 Nizza, Francia Singolare - Doppio |                                   |                           |               |                     |
|           | Scottish Championships 1896 Moffat, Gran Bretagna Erba Singolare - Doppio  | Reginald Doherty 13-11 6-4 ritiro | Edward Roy Allen          |               |                     |
|           | Scottish Championships 1896 Moffat, Gran Bretagna Erba Singolare - Doppio  |                                   |                           |               |                     |